# Monumenti di Milano
Lista dei monumenti di Milano, suddivisi per tipo e funzione.

## Monumenti principali
- Duomo di Milano
- Palazzo Reale
- Galleria Vittorio Emanuele II
- Teatro alla Scala
- Castello Sforzesco
- Basilica di Sant'Ambrogio

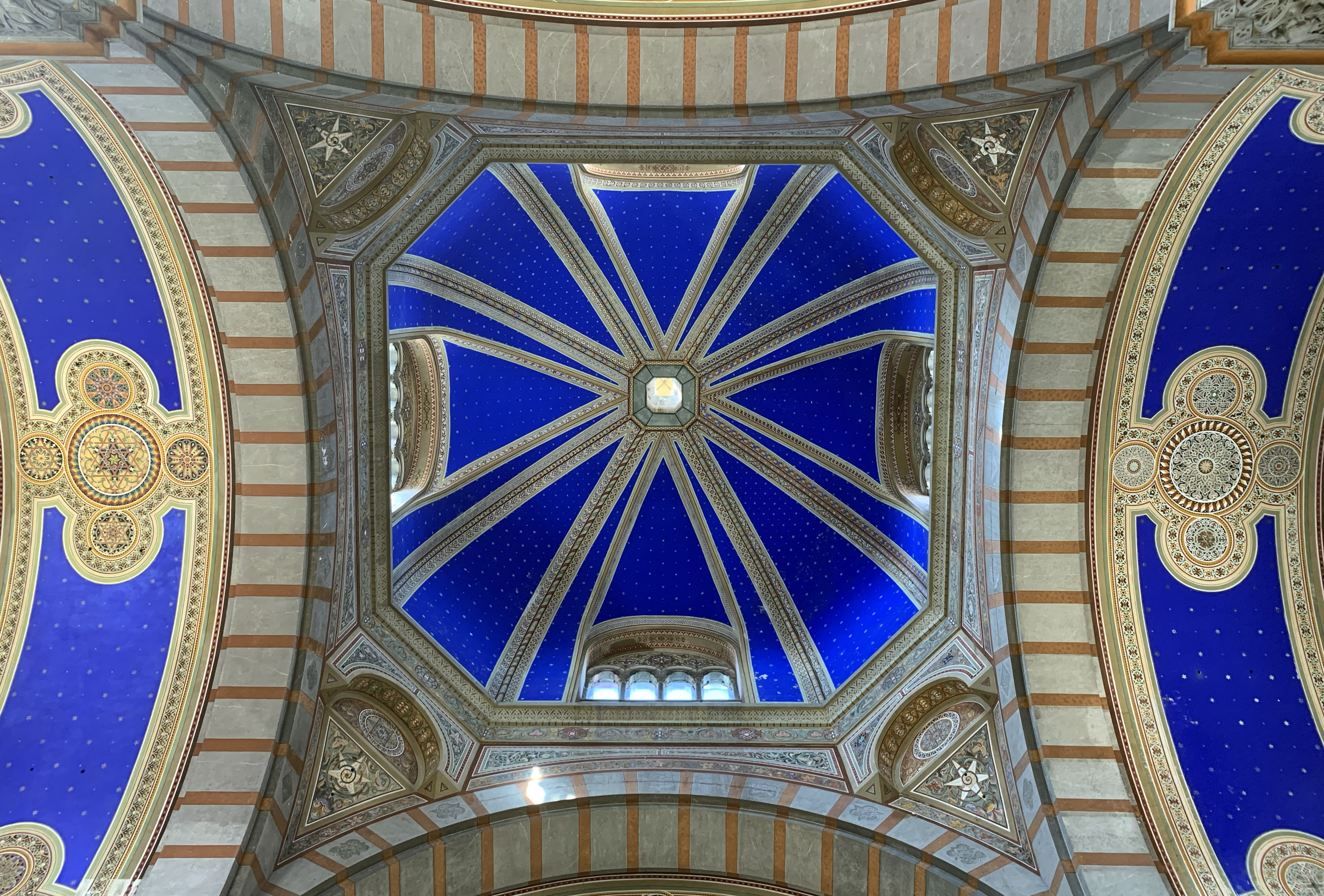
Cupola del Famedio al Cimitero Monumentale

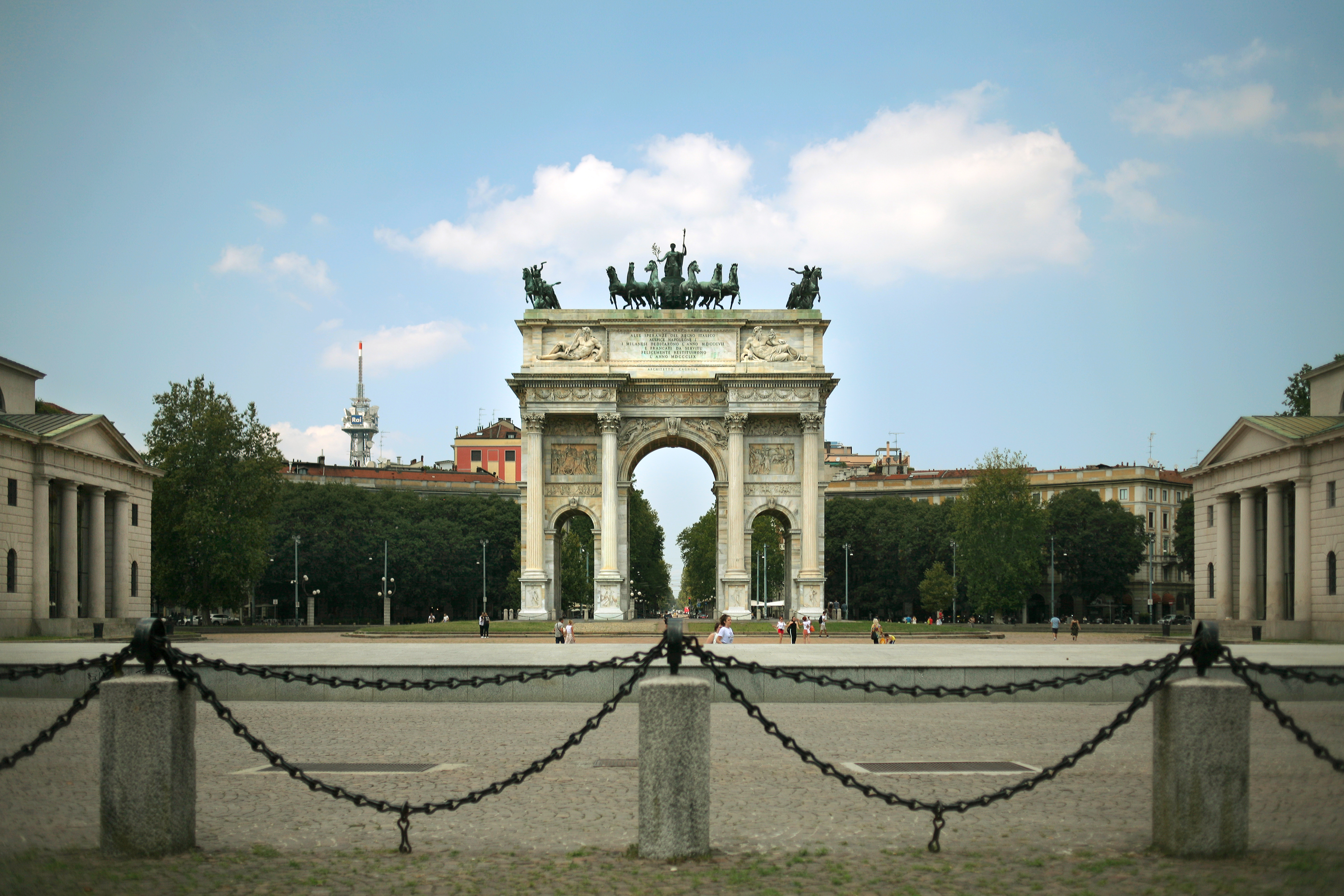
Arco della Pace, del Cagnola

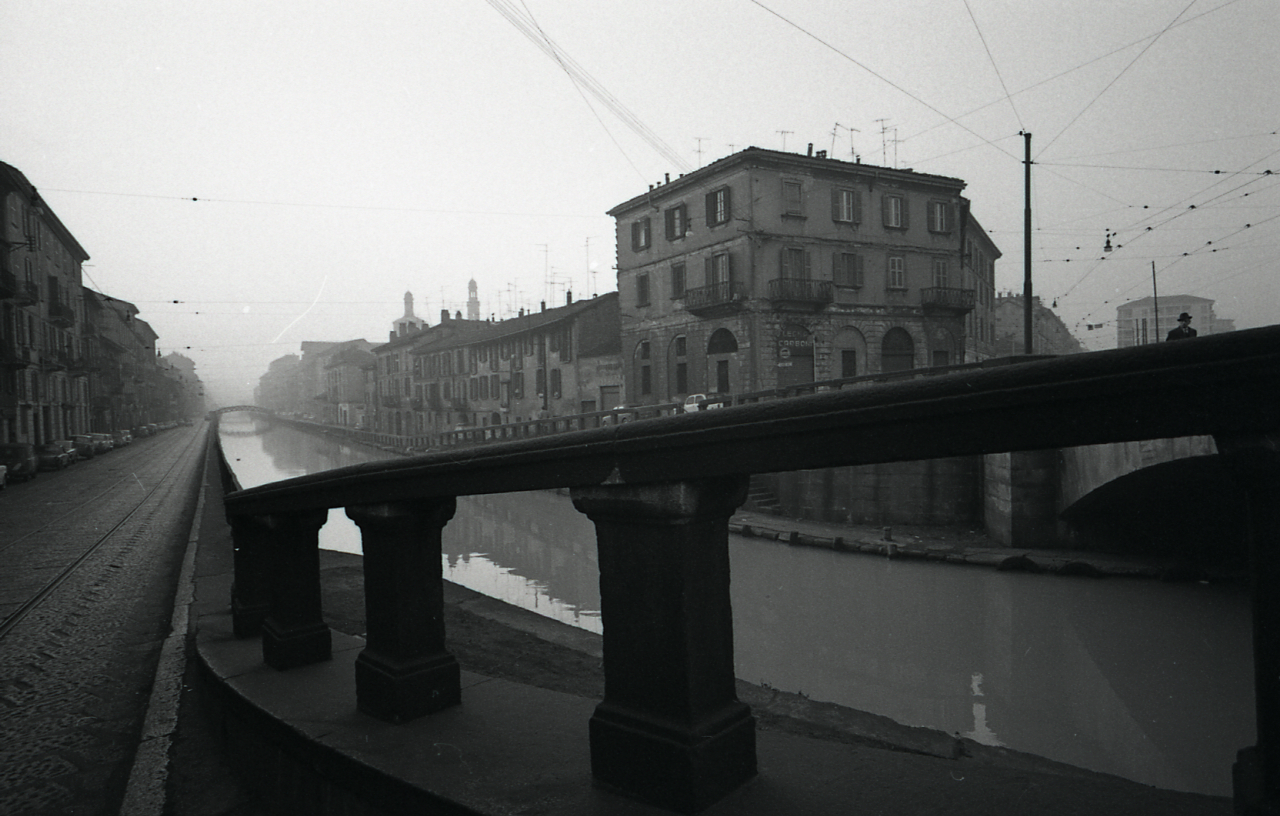
Scorcio del Naviglio Grande

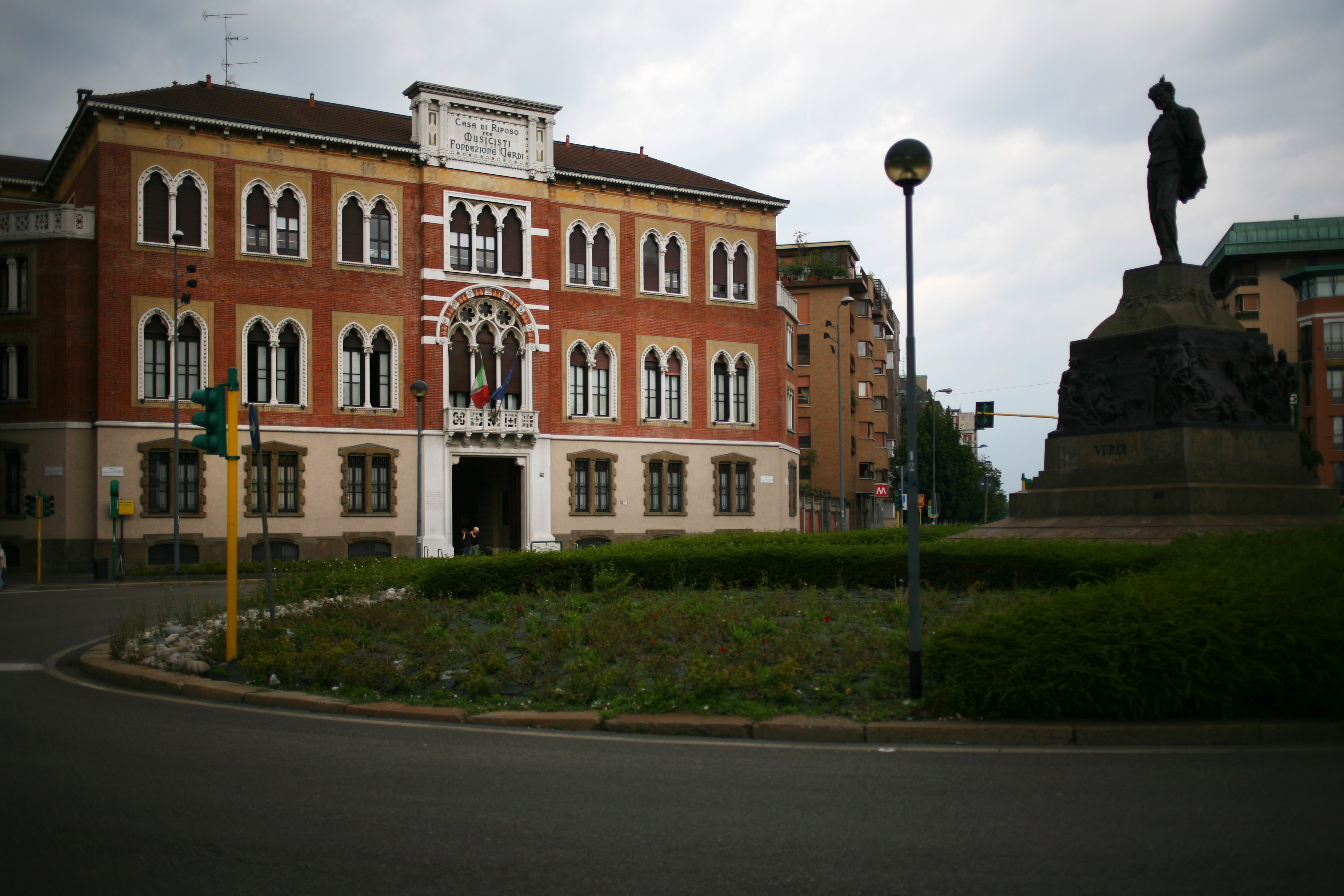
Casa di Riposo per Musicisti Giuseppe Verdi

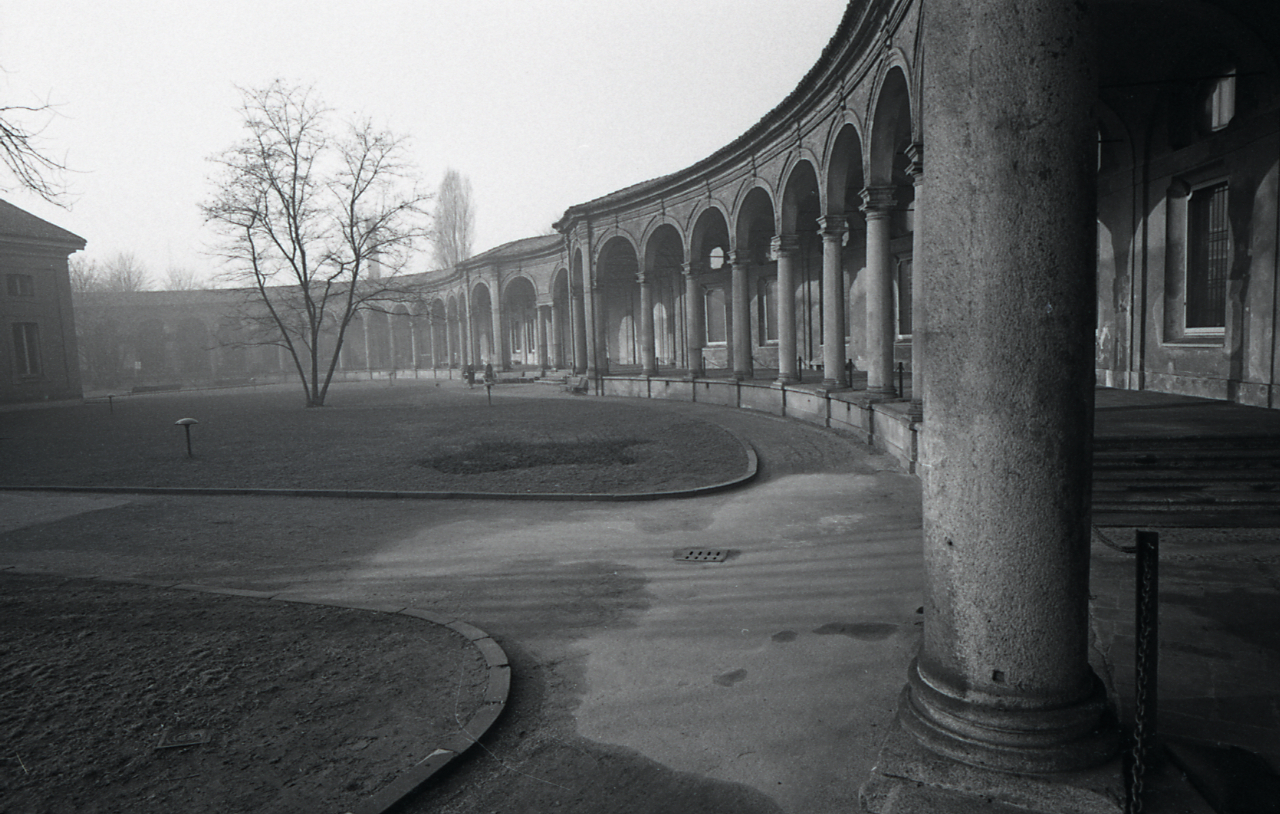
Interno della Rotonda della Besana

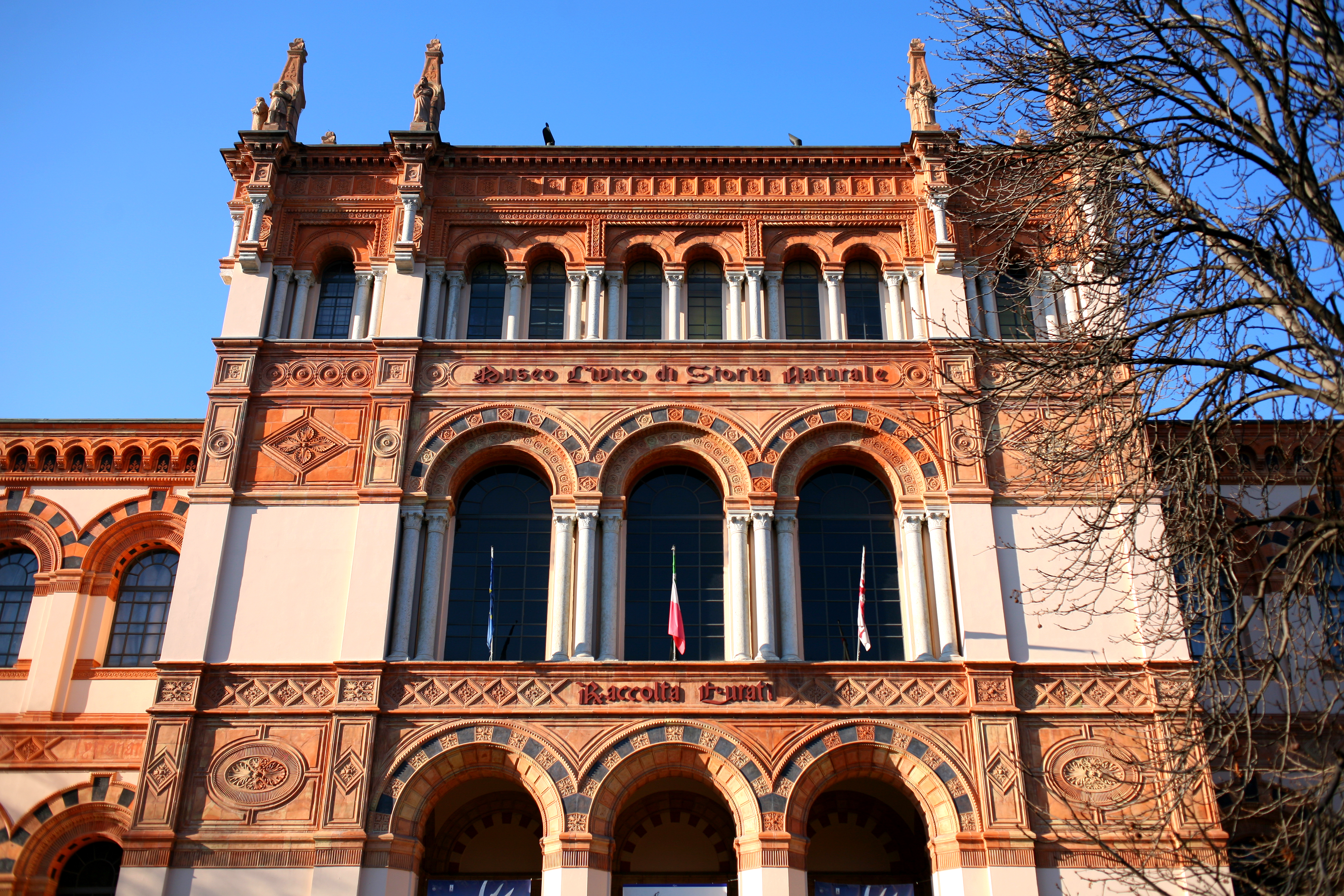
Facciata del Museo civico di storia naturale di Milano

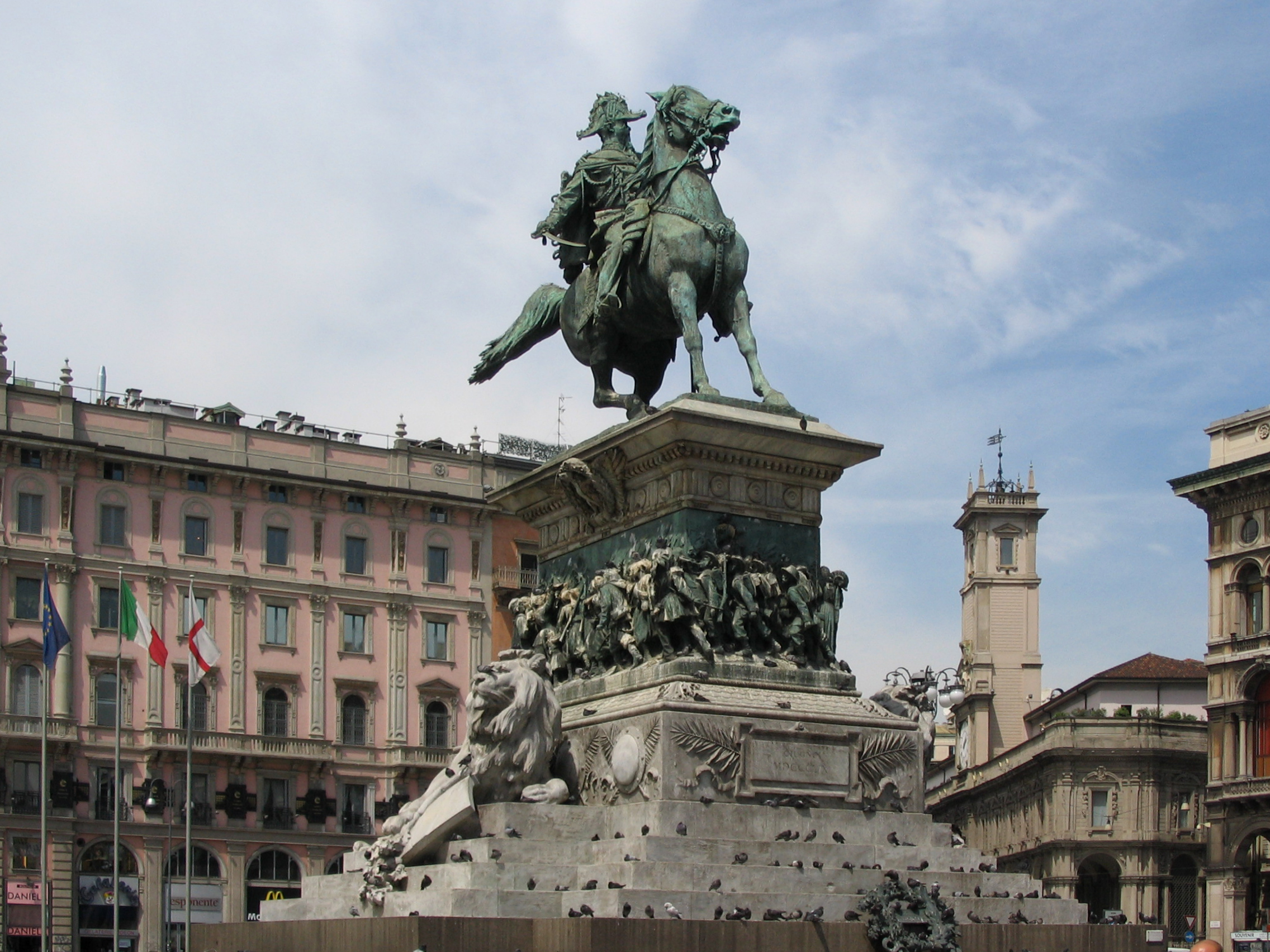
Monumento a Vittorio Emanuele II

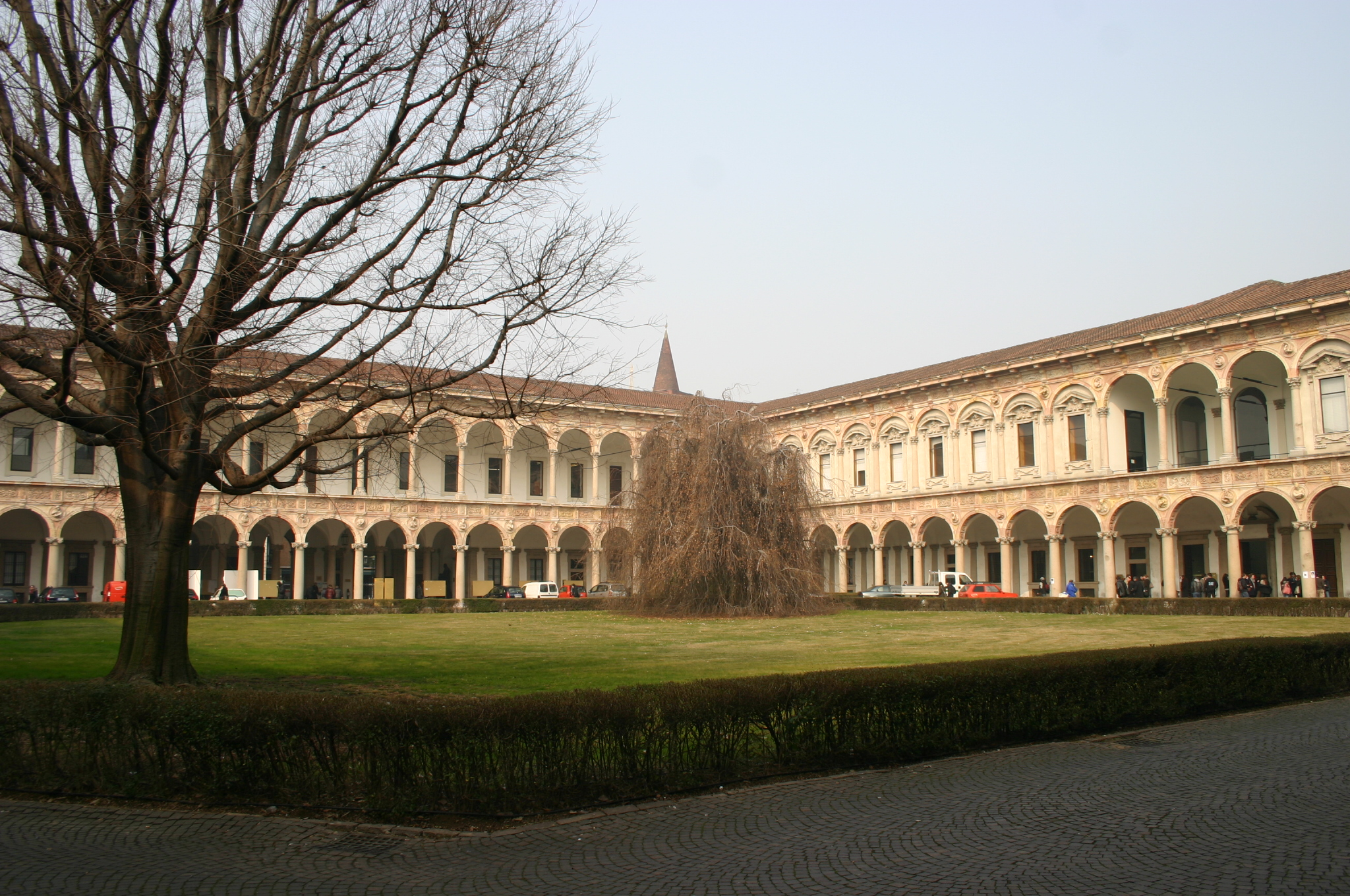
Chiostro richiniano della Ca' Granda

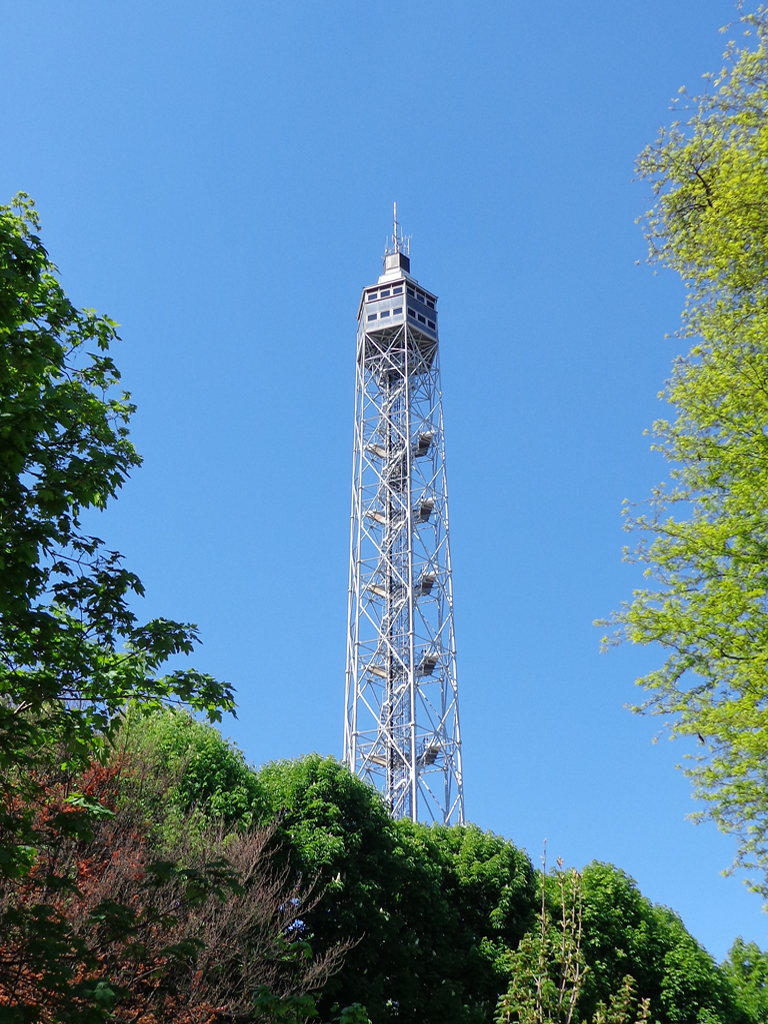
Torre Branca

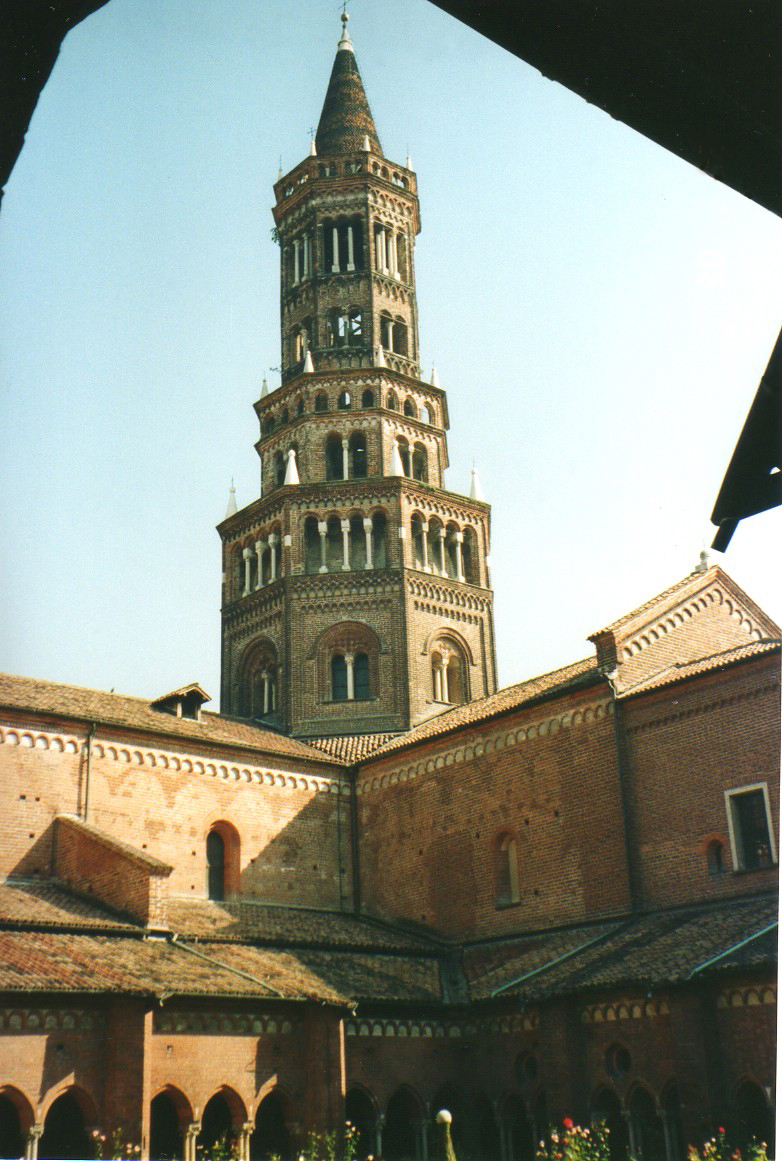
Abbazia di Chiaravalle

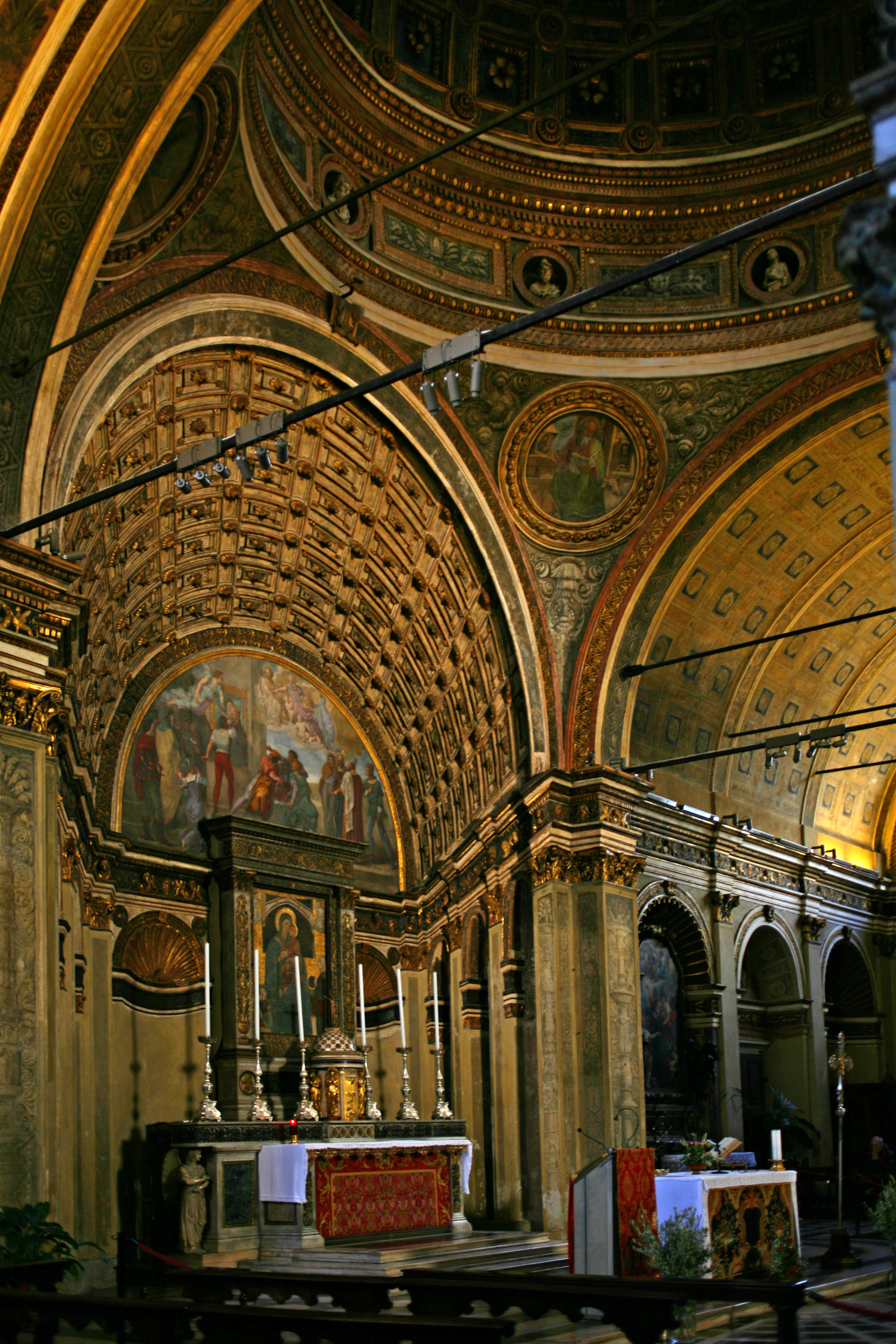
Finto coro del Bramante presso la Chiesa di Santa Maria presso San Satiro

- Cenacolo Vinciano e chiesa di Santa Maria delle Grazie
- Cimitero Monumentale
- Pinacoteca di Brera
- Basilica e colonne di San Lorenzo
- Arco della Pace
- Grattacielo Pirelli
- Navigli
- Stazione di Milano Centrale
- Stadio Meazza detto di San Siro

## Architetture civili

### Fontane
- Fontana-monumento ai Caduti di Niguarda di Dante Parini in Piazza Gran Paradiso
- Fontana monumento a Giuseppe Grandi (1936) di Werther Sever e Emil Noël Winderling in Piazza Grandi
- Fontana del Piermarini in Piazza Fontana
- Fontana a Pinocchio in Corso Indipendenza

### Grattacieli
- Bosco Verticale
- Torre Unicredit
- Torre Velasca

### Impianti sportivi
- Arena Civica
- Lido di Milano
- Mediolanum Forum
- Piscina Cozzi
- Velodromo Maspes-Vigorelli
- Palalido (Milano)
- PalaSharp

### Memoriali
- Memoriale della Shoah
- Tempio della Vittoria

### Musei
- Museo del Novecento
- Museo Poldi Pezzoli
- Pinacoteca Ambrosiana
- Società per le Belle Arti ed Esposizione Permanente
- Triennale

### Ospedali
- Policlinico
- Ospedale Niguarda Ca' Granda

### Palazzi
- Arengario
- Palazzo Arcivescovile
- Casa dei Panigarola
- Palazzo della Ragione
- Casa di Riposo per Musicisti Giuseppe Verdi
- Loggia degli Osii
- Palazzo di Giustizia
- Palazzina Liberty
- Villa Necchi Campiglio

### Statue e sculture
- Ago, filo e nodo
- L.O.V.E.
- Monumento a Leonardo da Vinci
- Monumento a Napoleone III
- Monumento a Vittorio Emanuele II

### Università
- Università Cattolica del Sacro Cuore
- Università degli Studi di Milano

### Teatri
- Teatro degli Arcimboldi
- Teatro Carcano
- Teatro Dal Verme
- Teatro dei Filodrammatici
- Teatro Lirico
- Piccolo Teatro

### Torri
- Torre Branca
- Torre del Filarete

## Architetture militari
Porte cittadine
- Porta Garibaldi (Milano)
- Porta Genova
- Porta Nuova (Milano)
- Porta Nuova (medievale, Milano)
- Porta Romana (Milano)
- Porta Sempione
- Porta Ticinese
- Porta Ticinese (medievale)
- Porta Venezia (Milano)
- Porta Volta
- Pusterla di Sant'Ambrogio

## Architetture religiose

### Abbazie a Milano
- Abbazia di Chiaravalle
- Certosa di Garegnano

### Chiese a Milano
- Basilica di San Babila
- Chiesa di Santa Maria presso San Satiro
- Basilica di Sant'Eustorgio
- Basilica di San Nazaro in Brolo
- Basilica di San Simpliciano
- Chiesa di San Celso
- Chiesa di San Vittore al Corpo
- Chiesa di San Fedele

### Colonne votive
- Monumento a san Carlo Borromeo (indicato anche come croce di San Barnaba)
- Obelisco (indicato anche come croce di San Glicerio)
- Colonna del Verziere (indicata anche come croce di San Martiniano)